# Leif Ericson
Leif Ericson (tiếng Na Uy cổ: Leifr Eiríksson) (khoảng 970 – khoảng 1020) là nhà thám hiểm người Na Uy được coi là người châu Âu đầu tiên đặt chân tới Bắc Mỹ. Theo truyền thuyết của người Na Uy thì Leif Ericson đã lập ra một nơi định cư cho người Norse trên vùng đất Vinland, nơi hiện nay được đánh dấu bằng di chỉ L'Anse aux Meadows ở Newfoundland thuộc Canada.

## Tiểu sử
Người ta tin rằng Leif sinh vào khoảng năm 970 sau Công nguyên tại Iceland. Ông là con trai của Erik Đỏ (tiếng Norse cổ: Eiríkr inn rauði), một nhà thám hiểm và sống ngoài vòng pháp luật người của Leif là bà Thjodhild (Þjóðhildr). Erik Đỏ là người đã lập nên hai vùng đất của dân Norse ở đảo Greenland đặt theo tên ông.
Leif Ericson có hai người em trai, Thorvaldr và Thorsteinn, một em gái là Freydís. Vợ của Leif là Thorgunna, họ có một người con lấy tên là Thorkell Leifsson.

## Đặt chân tới Bắc Mỹ

### Khám phá vùng biển phía Tây Greenland
Trong thời gian ở Na Uy, giống như nhiều người Norse khác, Leif Ericson cải đạo theo Đạo Cơ-đốc. Leif tới Na Uy để giúp việc cho Vua Na Uy Olaf I. Sau khi quay trở về Greenland, ông mua một chiếc thuyền của Bjarni Herjólfsson và bắt đầu lên đường khám phá vùng đất mà Bjarni đã phát hiện ra ở phía Tây Greenland, vùng đất này chính là Newfoundland ngày nay ở Canada.
Truyền thuyết của những người Greenland (Grœnlendinga saga) kể lại rằng Leif ra khơi vào năm 1003 cùng với hải đoàn 15 người, họ đi theo con đường Bjarni chỉ ra nhưng theo hướng Bắc. Vùng đất đầu tiên đoàn thám hiểm của Leif đặt chân tới được bao phủ bởi những hòn đá phẳng, nhẵn (tiếng Norse cổ gọi là hellur, còn tiếng Đức gọi là hell). Vì vậy Leif Ericson đặt tên cho vùng đất mới này là Helluland ("Vùng đất của những viên đá phẳng"). Đây rất có thể là đảo Baffin ngày nay. Tiếp tục cuộc hành trình, Leif tìm thấy một vùng đất bằng phẳng có rừng và những bãi biển cát trắng, ông đặt tên cho nó là Markland ("Vùng đất rừng"), ngày nay rất có thể đây chính là Labrador.

### Dừng chân ở Vinland
Vùng đất thứ ba đoàn thám hiểm của Leif đặt chân tới là một nơi thuận lợi cho việc định cư: Có rất nhiều cá hồi lớn ở sông và khí hậu khá ẩm ướt, chỉ có một chút sương giá vào mùa đông còn cỏ xanh quanh năm. Họ quyết định ở lại đây qua mùa Đông. Truyền thuyết có nhắc tới một trong những tùy tùng của Leif, Tyrkir, có thể là một người Hungary (vì vào thời điểm đó những người Hungary thường được đặt tên theo tiếng Thổ Nhĩ Kỳ) đã tìm ra những quả nho dại ở đây.
Trên đường trở về, Leif đã cứu sống một hải đoàn bị đắm tàu người Iceland do Þórir đứng đầu, vì lý do này Leif có biệt danh là "Leif May Mắn" (tiếng Norse cổ: Leifr hinn heppni).
Những nghiên cứu vào thập niên 1950 và thập niên 1960 bởi nhà thám hiểm Helge Ingstad và vợ ông, nhà khảo cổ Anne Stine Ingstad đã chỉ ra rằng nơi dừng chân của Leif Ericson và đoàn tùy tùng của ông ở Vínland nằm ở mũi phía Bắc của Newfoundland ngày nay, di chỉ này được đặt tên là L'Anse aux Meadows, nó được UNESCO đưa vào danh sách Di sản thế giới năm 1978.

## Ghi nhận và những suy đoán khác

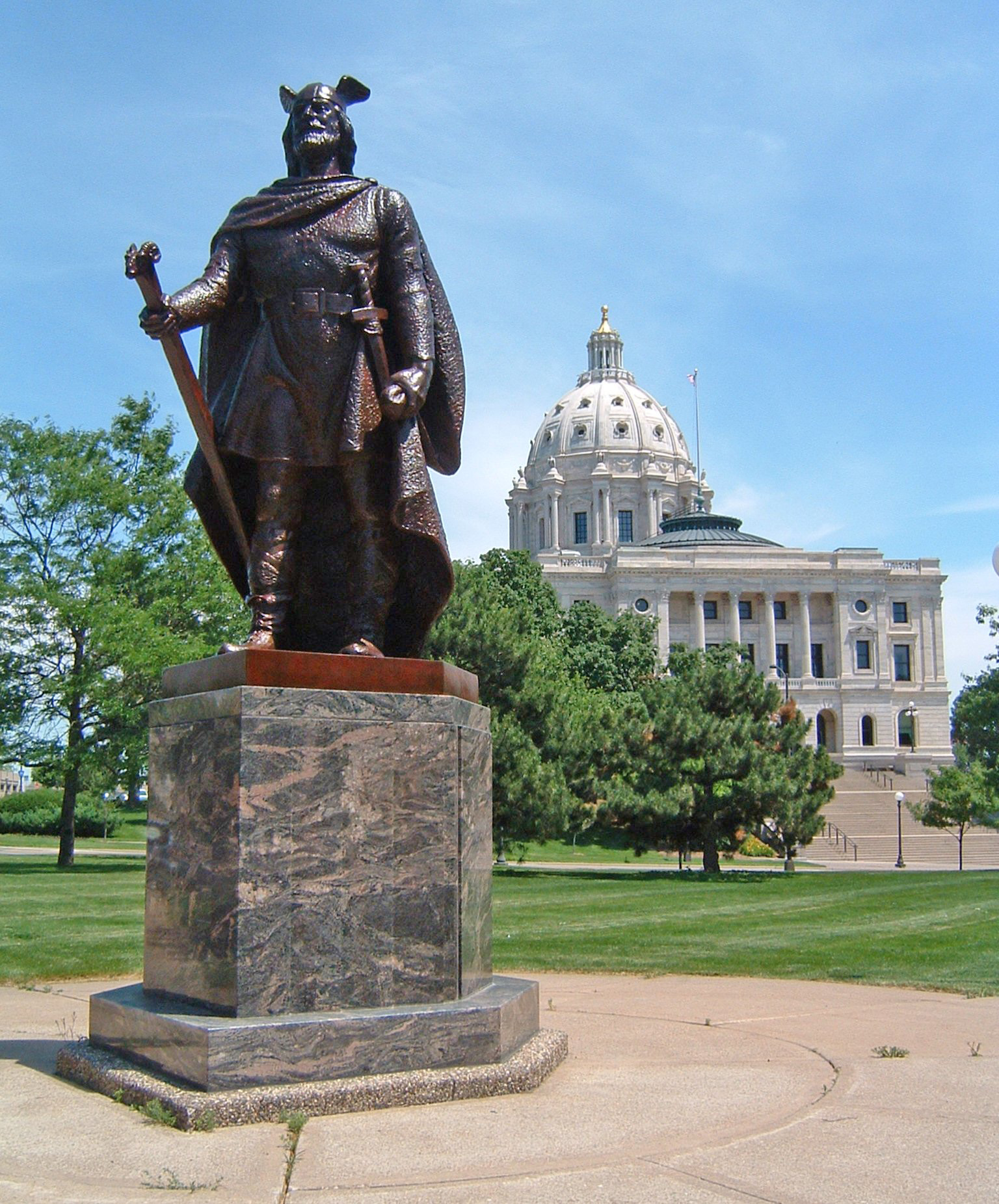
Tượng Leif Ericson gần Minnesota State Capitol ở St. Paul

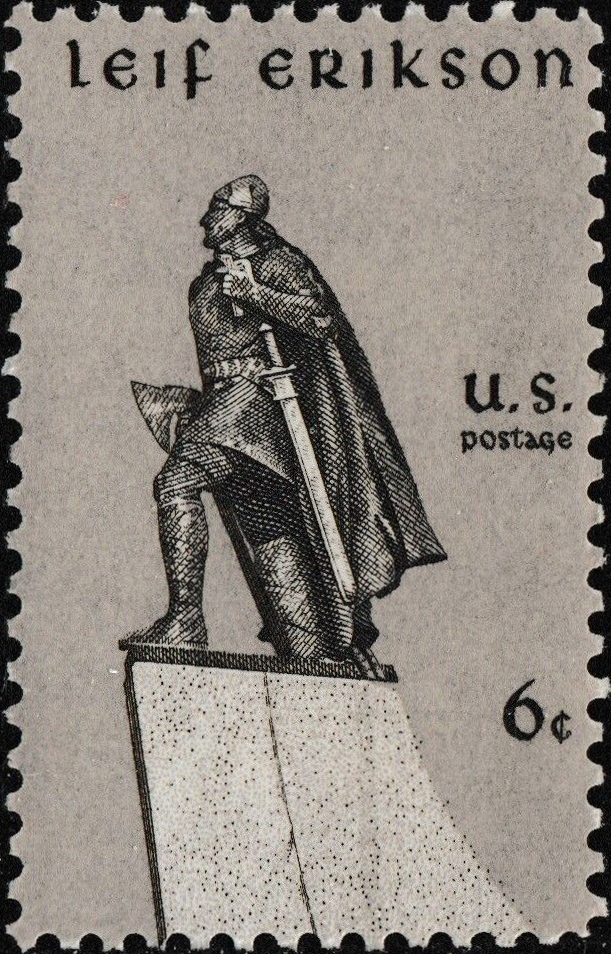
Tem Mỹ có hình Leif Ericson năm 1968

Năm 1964, Quốc hội Hoa Kỳ đã ủy quyền và đề nghị Tổng thống lấy ngày 9 tháng 10 hàng năm làm "Ngày Leif Erikson". Ngày này được chọn vì nó liên quan tới cuộc di cư có tổ chức đầu tiên từ Na Uy đến Mỹ chứ không liên quan tới các sự kiện của cuộc thám hiểm. Ngày này cũng là ngày lễ kỉ niệm chính thức của một số bang trong nước Mỹ.
Có một số giả thuyết cho rằng những người Norse có thể đã đi tới tận Minnesota bằng đường qua vịnh Hudson hoặc đi về phía Tây qua Ngũ Đại Hồ. Một tấm bia có vẻ có những ký họa của người Scandinavi đã được tìm thấy gần Kensington, Minnesota và được gọi là Tấm bia Kensington (Kensington Runestone). Trong thế kỉ 19, giả thuyết về việc Ericson và đoàn thám hiểm của ông đã tới New England rất phổ biến. Một bức tượng của Ericson đã đượng dựng lên ở Đại lộ Khối thịnh vượng chung (Commonwealth Avenue), Boston, Massachusetts đã được dựng lên để kỉ niệm sự có mặt của những người Viking ở Bắc Mỹ.
Bằng chứng có độ chính xác lớn nhất về sự xuất hiện của người Viking ở vùng đất ngày nay là Hoa Kỳ là một đồng xu của người Norse có niên đại từ thế kỉ 11. Được đặt tên là Đồng xu Maine (Maine Penny), di vật này được tìm thấy ở Brooklin, Maine cùng hàng nghìn đồ tạo tác trong quá trình khai quật một khu buôn bán cổ của người Da đỏ. Tuy nhiên cần phải biết rằng rất có thể đồng xu này xuất hiện ở Bắc Mỹ là do quá trình trao đổi hàng hóa hoặc thậm chí là do người Anh và Bồ Đào Nha mang tới. Mặc dù đã có nhiều cố gắng để chứng tỏ sự có mặt của người Viking ở Mỹ, nhưng cho đến nay vẫn chưa có bằng chứng nào được cộng đồng khảo cổ học chuyên nghiệp chấp nhận về độ tin cậy.